# Неклюдовський
Неклюдовський (рос. Неклюдовский) — селище в Інзенському районі Ульяновської області Російської Федерації.
Населення становить 313 осіб. Входить до складу муніципального утворення Глотовське міське поселення.

## Історія
Від 2004 року входить до складу муніципального утворення Глотовське міське поселення.

## Населення
| 2010 |
| ---- |
| 313  |